# Barendrecht
Barendrecht (dân số: 43.104 in 2007) là một đô thị ở phía tây Hà Lan, trong tỉnh Zuid-Holland. Đô thị này có diện tích 21,72 km² (8,39 mile²) trong đó 1.45 km² (0,56 mile²) là diện tích mặt nước.
Đô thị Barendrecht gồm các cộng đồng sau: Barendrecht-Carnisselande, Smitshoek.